# Championnats d'Asie d'haltérophilie 1971
Navigation
Édition suivante
Les championnats d'Asie d'haltérophilie 1971 ont lieu du 9 au 11 octobre 1971 à Manille, aux Philippines. Elle est la première édition de cette compétition,,. 
La compétition se déroule à la Far Eastern University (en).

## Médaillés
| Catégorie                   | Or                         | Or       | Argent                 | Argent   | Bronze                  | Bronze   |
| --------------------------- | -------------------------- | -------- | ---------------------- | -------- | ----------------------- | -------- |
| Poids mouches 52 kg         | Salvador del Rosario (PHI) | 305,0 kg | Charles Depthios (INA) | 305,0 kg | Arturo Dandan (PHI)     | 295,0 kg |
| Poids coqs 56 kg            | Mohammad Nassiri (IRN)     | 335,0 kg | Shin Ho-kang (KOR)     | 322,5 kg | Ze'ev Friedman (ISR)    | 300,0 kg |
| Poids plumes 60 kg          | Choi Mun-jae (KOR)         | 355,0 kg | Chung Young-duk (KOR)  | 345,0 kg | Amir Darmanki (IRN)     | 340,0 kg |
| Poids légers 67,5 kg        | Nasrollah Dehnavi (IRN)    | 425,0 kg | Won Shin-hee (KOR)     | 420,0 kg | Madek Kasman (INA)      | 390,0 kg |
| Poids moyens 75 kg          | Rudy Tilaar (INA)          | 357,5 kg | Reynaldo Madrid (PHI)  | 347,5 kg | Federico Ferrer (PHI)   | 345,0 kg |
| Poids lourds-légers 82,5 kg | Ebrahim Pourdejam (IRN)    | 425,0 kg | David Berger (ISR)     | 422,5 kg | Park Moon-soo (KOR)     | 407,5 kg |
| Poids mi-lourds 90 kg       | Ali Vali (IRN)             | 435,0 kg | Oh Shik-kwan (KOR)     | 415,0 kg | Sutanto Hartono (INA)   | 350,0 kg |
| Poids lourds 110 kg         | Houshang Kargarnejad (IRN) | 472,5 kg | Yun Suk-won (KOR)      | 465,0 kg | Nasser Doroudian (IRN)  | 440,0 kg |
| Poids super-lourds +110 kg  | Abdul Rosjid (INA)         | 402,5 kg | Adnan Hodroj (ISR)     | 390,0 kg | Akbar Shokrollahi (IRN) | 385,0 kg |